# Oreonoma amica
Oreonoma amica là một loài bướm đêm trong họ Geometridae.